# Veinticinco Años
Veinticinco Años es el álbum número trece de la banda argentina de blues y rock La Mississippi (el tercero en vivo).
Fue registrado durante las dos presentaciones de 2013 en el teatro Vorterix de la ciudad de Buenos Aires, donde la agrupación festejó sus 25 años de trayectoria artística.
Veinticinco años cuenta con invitados especiales como Déborah Dixon, Claudio Marciello y JAF, entre otros.
Fue publicado también en DVD, con algunos temas adicionales.

## Historia
En 2013, La Mississippi cumplió un cuarto de siglo con la música y lo festejó los días 2 y 3 de agosto de ese año con dos fechas completamente agotadas en el Teatro Vorterix de la ciudad de Buenos Aires.
Para la grabación de Veinticinco años, la banda estuvo acompañada por grandes amigos como Déborah Dixon, Claudio Marciello y JAF, entre otros. Los técnicos de grabación en vivo fueron Adrián Taverna y Marcelo Mascetti. Fue mezclado y masterizado en los estudios Panda.
Este es el tercer registro en vivo de La Mississippi. En 2000 salió a la venta Yo estuve ahí y en 2009 Versiones 20 años +.
El material fue publicado en CD y en DVD. El registro audiovisual cuenta con la dirección de Sergio Quiroga y el sonido fue mezclado en los estudios Panda. Además, cuenta con algunos bonus tracks.
Los temas tocados en el “Vorterix Tour” (los bonus tracks) se grabaron los días 29, 30, 31 de julio y 1 de agosto de 2013 en los diferentes programas de Vorterix 103.1.

## Lista de canciones
| N.º | Título                                | Duración |  |
| 1.  | «Mono»                                |          |  |
| 2.  | «Dame dame»                           |          |  |
| 3.  | «Barrio duro»                         |          |  |
| 4.  | «El dieciséis»                        |          |  |
| 5.  | «Buenos Aires Blues»                  |          |  |
| 6.  | «Qué mujer!»                          |          |  |
| 7.  | «El titular»                          |          |  |
| 8.  | «San Cayetano»                        |          |  |
| 9.  | «Obrero del amor»                     |          |  |
| 10. | «Rara»                                |          |  |
| 11. | «Reina de corazón»                    |          |  |
| 12. | «Gato de la calle negra»              |          |  |
| 13. | «Valentín Alsina (Ritmo y Blues)»     |          |  |
| 14. | «I've Got My Mojo Working»            |          |  |
| 15. | «Rock Me Baby»                        |          |  |
| 16. | «El detalle»                          |          |  |
| 17. | «Por fin te fuiste, Mabel»            |          |  |
| 18. | «Tres palabras»                       |          |  |
| 19. | «Búfalo»                              |          |  |
| 20. | «Ermitaño»                            |          |  |
| 21. | «Un trago para ver mejor»             |          |  |
| 22. | «Un poco más»                         |          |  |
| 23. | «Before You Accuse Me» (bonus track)  |          |  |
| 24. | «Hells Bells» (bonus track)           |          |  |
| 25. | «La danza de la lluvia» (bonus track) |          |  |
| 26. | «Búfalo» (bonus track)                |          |  |
| 27. | «Matadero» (bonus track)              |          |  |

## Músicos

#### La Mississippi
- Ricardo Tapia — voz, guitarra, dobro, armónica.
- Gustavo Ginoi — guitarras eléctricas.
- Claudio Cannavo — bajo eléctrico.
- Juan Carlos Tordó — batería.
- Gastón Picazo — teclados.

#### Músicos invitados
- JAF — guitarra en «Tres palabras».
- Déborah Dixon — voz en «Rock Me Baby».
- Eduardo Introcaso — saxo alto en «Qué mujer!» y «Un trago para ver mejor».
- Rubén Vaneskeheian — armónica en «Qué mujer!», «Por fin te fuiste, Mabel», «Tres palabras» y «Un trago para ver mejor».[4]